# Abbondio Chialiva
Abbondio Chialiva (Traversella 1800- Milán 1870) fue un notario y nacionalista italiano.
Comprometido en el movimiento de los carbonarios de 1821, consiguió tras una fuga rocambolesca llegar hasta España. En 1828 se embarcó hacia México como corresponsal de varios periódicos franceses. Tras conseguir fortuna en los Estados Unidos, regresó a Italia en 1836, pero después se trasladó a Lugano, en el cantón suizo de lengua italiana de Ticino, y vivió Villa Tanzina, en la que alojó y acogió a muchos nacionalistas perseguidos entre los que estaban Giuseppe Mazzini y Carlo Cattáneo. 
Fue amigo íntimo de Mariano Fogazzaro, padre del célebre novelista Antonio Fogazzaro el cual hizo su retrato con el personaje de Malombra.
- Datos: Q3603321